# Okres Děčín

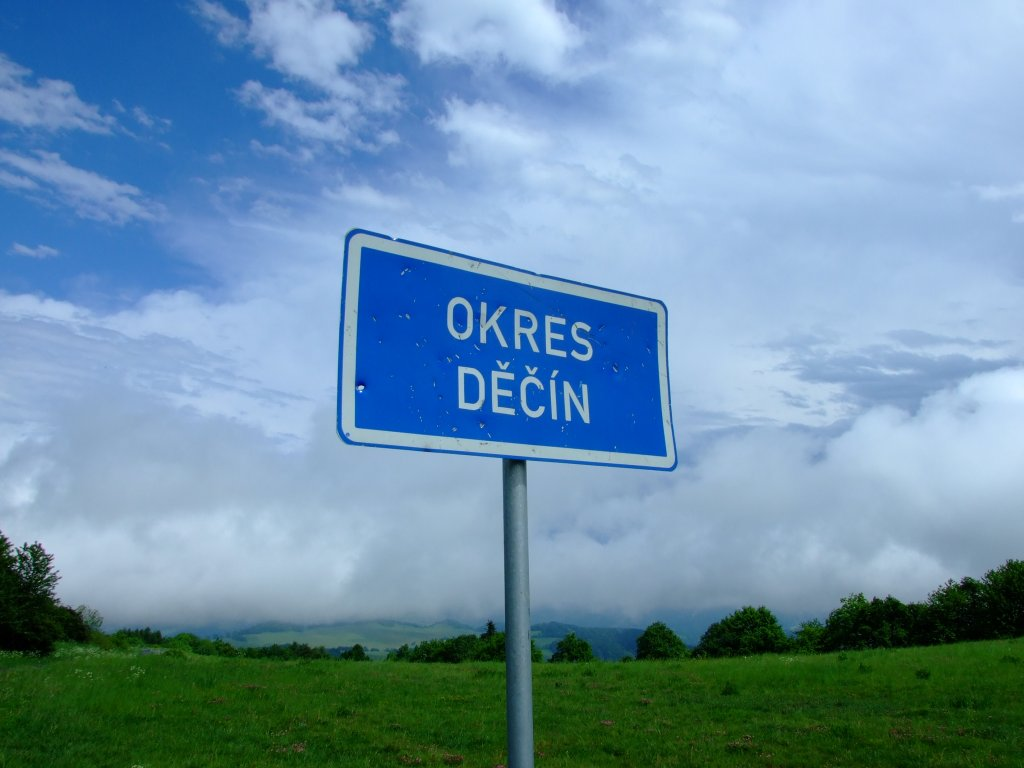
Schild an der Bezirksgrenze zum Okres Ústí nad Labem

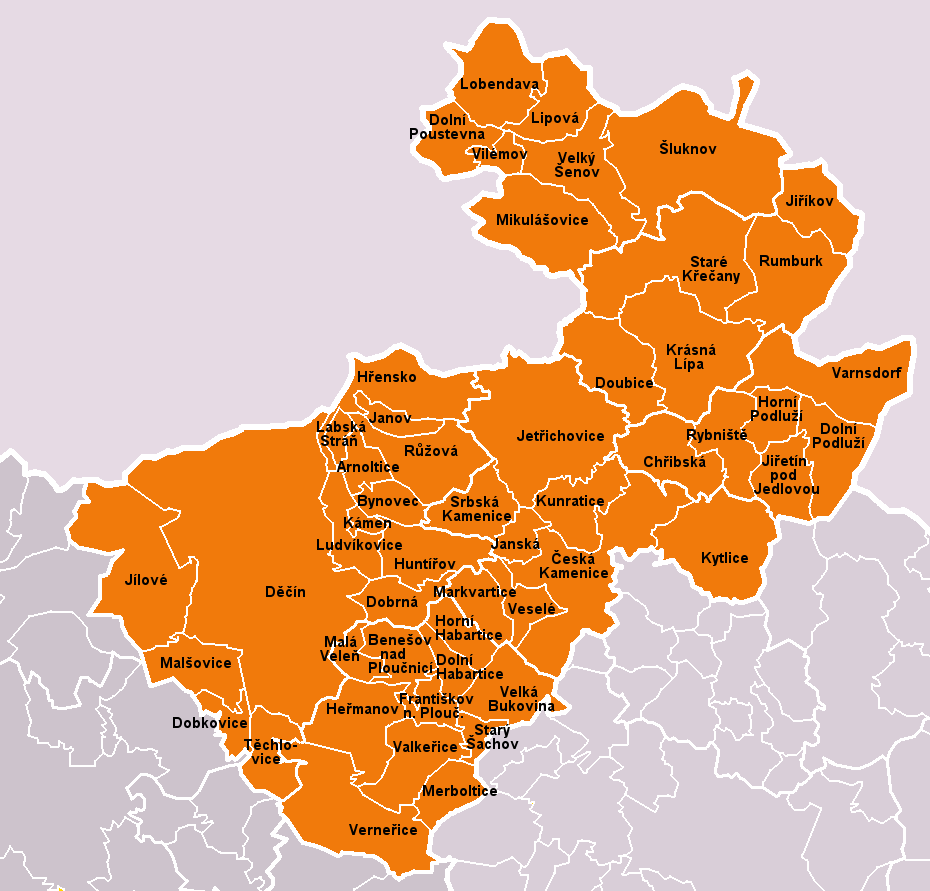
Städte und Gemeinden des Bezirks

Der Okres Děčín (dt.: Bezirk Tetschen) ist ein Bezirk im Ústecký kraj (Region Aussig/Elbe) in Tschechien. Die Okresy waren bis 2002 in etwa vergleichbar mit den Landkreisen in Deutschland und sind heute keine eigenständigen Verwaltungseinheiten mehr.
Okres Děčín ist der nördlichste Bezirk im Ústecký kraj. Die Fläche beträgt rund 909 km², davon entfallen 450 km² auf Wälder und 365 km² auf landwirtschaftliche Fläche. In 52 Gemeinden, davon 14 Städten, leben 127.269 Einwohner (Stand 1. Januar 2023).
Wirtschaftlich erlebte der Bezirk in den letzten Jahren große strukturelle Veränderungen. Großbetriebe wurden geschlossen, die Arbeitslosigkeit stieg stark an. Die wirtschaftliche Tätigkeit verlagerte sich von der Produktion hin zum Handel und Dienstleistungen.
Der Bezirk bietet durch seine zahlreichen Naturreichtümer und historischen Denkmäler ideale Bedingungen für die Erholung.

## Städte und Gemeinden im Okres Děčín
(Städte sind fett markiert)
1. Arnoltice (Arnsdorf)
2. Benešov nad Ploučnicí (Bensen)
3. Bynovec (Binsdorf)
4. Česká Kamenice (Böhmisch Kamnitz)
5. Děčín (Tetschen)
6. Dobkovice (Topkowitz)
7. Dobrná (Hochdobern)
8. Dolní Habartice (Niederebersdorf)
9. Dolní Podluží (Niedergrund)
10. Dolní Poustevna (Niedereinsiedel)
11. Doubice (Daubitz)
12. Františkov nad Ploučnicí (Franzenthal-Ulgersdorf)
13. Heřmanov (Hermersdorf)
14. Horní Habartice (Oberebersdorf)
15. Horní Podluží (Obergrund)
16. Hřensko (Herrnskretschen)
17. Huntířov (Güntersdorf)
18. Chřibská (Kreibitz)
19. Janov (Jonsdorf)
20. Janská (Johnsbach)
21. Jetřichovice (Dittersbach i.d. Böhm. Schweiz)
22. Jílové (Eulau)
23. Jiřetín pod Jedlovou (Sankt Georgenthal)
24. Jiříkov (Georgswalde)
25. Kámen (Heidenstein)
26. Krásná Lípa (Schönlinde)
27. Kunratice (Kunnersdorf)
28. Kytlice (Kittlitz)
29. Labská Stráň (Elbleiten)
30. Lipová (Hainspach)
31. Lobendava (Lobendau)
32. Ludvíkovice (Loosdorf)
33. Malá Veleň (Klein Wöhlen)
34. Malšovice (Malschwitz)
35. Markvartice (Markersdorf)
36. Merboltice (Mertendorf)
37. Mikulášovice (Nixdorf)
38. Rumburk (Rumburg)
39. Růžová (Rosendorf)
40. Rybniště (Teichstatt)
41. Srbská Kamenice (Windisch Kamnitz)
42. Staré Křečany (Alt Ehrenberg)
43. Starý Šachov (Alt Schokau)
44. Šluknov (Schluckenau)
45. Těchlovice (Tichlowitz)
46. Valkeřice (Algersdorf)
47. Varnsdorf (Warnsdorf)
48. Velká Bukovina (Großbocken)
49. Velký Šenov (Groß Schönau i.B.)
50. Verneřice (Wernstadt)
51. Veselé (Freudenberg)
52. Vilémov (Wölmsdorf)

## Historische Gebäude und Sehenswürdigkeiten
- Windmühle Arnoltice
- Schloss Benešov nad Ploučnicí
- Burg Kamenický hrad (Burg Kempnitz); Burgruine mit Aussichtsturm
- Burg Fredevald (Fredewald); Naturdenkmal, Burgruine
- Museumsbahn Česká Kamenice-Kamenický Šenov; siehe Lokalbahn Böhmisch Leipa–Steinschönau
- Schloss Děčín
- Windmühle Horní Podluží
- Prebischtor; größte natürliche Sandsteinfelsbrücke Europas
- Felsenburg Šaunštejn
- Edmundsklamm und Wilde Klamm bei Hřensko
- Windmühle in Huntířov
- Unterirdische Flugzeugfabrik in Rabštejn Janská, Česká Kamenice
- Burg Tolštejn (Tollenstein); Burgruine bei Jiřetín pod Jedlovou
- Windmühle Mikulášovice
- Loretokapelle, Rumburk
- Windmühle Růžová
- Schloss Šluknov, späte Renaissance, Šluknov
- Windmühle Varnsdorf